# Berchemia brachycarpa
Berchemia brachycarpa là một loài thực vật có hoa trong họ Táo. Loài này được C.Y.Wu mô tả khoa học đầu tiên năm 1979.